# Парадокс (издателство)
Издателство „Парадокс“ е българско издателство, основано през 1991 г.
Издателство „Парадокс“ стартира издателската си дейност с романа „Дрога“ на Уилям Бъроуз, който е част от колекцията „Америка ХХ“. През първото десетилетие от създаването си издателството се фокусира в публикуването на български език на неиздавани по-рано американски автори, сред които са Джак Керуак, Хенри Милър, Чарлз Буковски, Пол Боулс – част от колекция „Америка ХХ“.
Издателството издава още колекциите:
- „Елит“, в която са включени автори като Умберто Еко, Жан д'Ормесон, Мирча Картареску, Жорж Батай, Джон Фаулс;
- „Елит Desiderabilis“ с книги на писателите Джезауалдо Буфалино, Илф и Петров.

Издадени от „Парадокс“ на български език са още авторите от постсоциалистическите страни: Анджей Сташук, Юрий Андрухович, Яхим Топол, Мариуш Шчигел, Юрий Винничук, Сергий Жадан, Светлана Алексиевич.